# مارتلتوی
مارتلتوی (به انگلیسی: Martletwy) یک منطقهٔ مسکونی در بریتانیا است که در پمبروکشر واقع شده‌است. مارتلتوی ۵۷۰ نفر جمعیت دارد.